# Pristane

Le pristane est un alcane terpénoide saturé naturel extrait dans un premier temps de l'huile du foie des requins, d'où son nom (en latin, pristis signifie « requin »). Il est également présent dans l'huile minérale et certains aliments. Pur, il se présente sous la forme d'un liquide huileux transparent qui n'est pas miscible dans l'eau, mais est soluble dans l'éther diéthylique, le benzène, le chloroforme et le tétrachlorométhane.
Le pristane est connu pour induire une réaction auto-immune chez les rongeurs. Il est utilisé dans la recherche pour comprendre la pathogénèse de la polyarthrite rhumatoïde et du lupus,. Son utilisation dans de nombreux produits (lubrifiant, huile de transformateur, adjuvant immunologique et agent anti-corrosif) pourrait possiblement déclencher des maladies comme le lupus et la polyarthrite rhumatoïde.
Par chimie organique, le pristane est produit à partir de phytol.